# المعهد الملكي لتكوين الأطر
المعهد الملكي لتكوين الأطر أو المعهد الملكي لتكوين أطر الشبيبة والرياضة هو مؤسسة تابعة لوزارة الشبيبة والرياضة ويهدف إلى تكوين أطر متخصصة في مجالات الرياضة والشباب والإنعاش النسوي ورياض الأطفال.

## الآفاق
يتخرج الطالب برتبة متصرف من الدرجة الثالثة أو الثانية حسب التخصص ويدمج مباشرة في ادارات الدولة التابعة لوزارة الشباب والرياضة ويمكن أيضا الترشح لعدة مباريات أخرى مثل مباراة ولوج المعهد الملكي لاعداد التراب الوطني سلك القيادة.

## مدة الدراسة

### مسلك الإجازة المهنية
تستمر الدراسة في هذا المسلك ثلاث سنوات تتوج بشهادة الاجازة المهنية في واحد من التخصصات التالية:
- الإجازة المهنية في التداريب الرياضية.
- الإجازة المهنية في تربية الأطفال.
- الإجازة المهنية في التنشيط السوسيوثقافي.[2]

### مسلك الماستر
تستمر الدراسة بهذا المسلك سنتين تتوج بحصول الطالب على شهادة الماستر في تخصص:
- ماستر التدبير والحكامة الرياضية.[3]